# رود چیکوی
رود چیکوی (به لاتین: Chikoy) یک رود در روسیه است که در سرزمین زابایکالسکی واقع شده‌است.